# Das blaue Bidet (Roman)
Das blaue Bidet oder Das eigentliche Leben ist ein erstmals 1978 erschienener Roman des deutsch-französischen Schriftstellers Joseph Breitbach.

## Inhalt
Hauptperson des humoristischen Romans ist der Knopffabrikant Jean Barbe, der beschließt seinen gesamten Besitz zu verkaufen und fortan ohne Zwänge das von ihm selbst sogenannte „eigentliche Leben“, d. h. ein Dasein ohne gesellschaftliche Verpflichtungen und ohne Belastung durch Besitz zu führen. Während die ersten Kapitel des Romans aus der Sicht Barbes (zunächst sogar als Ich-Erzähler) geschrieben sind, wechselt die Erzählperspektive später zu dem Studenten Ferdinand Mehlis, der dem Leser über seine Bekanntschaft mit Barbe, die gemeinsamen Erlebnisse und das weitere Schicksal Barbes nach dem Ende einer gemeinsam unternommenen Reise berichtet.
Zu Beginn des Romans fasst Barbe den Entschluss, seine gutgehende Knopffabrik und seinen sonstigen Besitz zu veräußern und fortan nur noch von seinem Vermögen zu leben. Als Grund gibt er vor allem den Ärger über Beschränkungen seiner unternehmerischen Freiheit durch den Staat und die Gewerkschaften an, er möchte aber auch dem Zwang zur Teilnahme an gesellschaftlichen Ereignissen und der Führung eines großen Haushaltes entfliehen, dem er in seiner Stellung als Unternehmer unterliegt. Da er Witwer ist und keine Kinder hat, lässt sich dieser Entschluss leicht verwirklichen. Er möchte auch möglichst ohne Gepäck reisen, stellt jedoch bald fest, dass das gar nicht so leicht möglich ist: Abgesehen von den unbequemen öffentlichen Verkehrsmitteln wird er wegen des fehlenden Gepäcks in Hotels für einen Betrüger gehalten und man verweigert ihm ein Zimmer. 
Barbe muss auch erkennen, dass er nicht ohne Weiteres auf den gewohnten Komfort verzichten kann, vor allem seine teilweise schrulligen, mit großer Vehemenz vorgetragenen Bedürfnisse stehen dem entgegen: So ist er völlig außer sich, als in einem Hotel der gehobenen Preisklasse das Badezimmer „unvollständig“ ist, d. h. nicht über ein Bidet verfügt. Er sieht sich daher gezwungen, ein tragbares Bidet zu erwerben, obwohl er doch eigentlich mit leichtem Gepäck reisen wollte. Sehr bald erkennt er, dass auch weitere Gegenstände unbedingt notwendig für ihn sind, beispielsweise Tücher zum Verdunkeln der Hotelfenster, bestimmte Teetassen, ein großer Vorrat an Medikamenten usw. Daher engagiert er den Studenten Ferdinand als Chauffeur und Gehilfen für eine Reise nach Südeuropa, denn sein Gepäck ist bald so sehr angewachsen, dass er nicht mehr alleine reisen kann. Die gemeinsame Reise führt die beiden in einem Wohnmobil schließlich nach Messina, wo sie sich trennen – Barbe reist auf eigene Faust weiter, während Ferdinand an seine Universität zurückkehrt. Dort erfährt er später, dass Barbe offenbar ein Verhältnis mit einem minderjährigen Mädchen zum Verhängnis wurde und man ihn ins Gefängnis gesteckt hat. Gemeinsam mit Barbes Vermögensverwalter reist Ferdinand nach Tunesien und wird dort Augenzeuge von Barbes Ermordung durch die junge Geliebte.
Trotz des tragischen Endes hat der Roman einen ausgesprochen humoristischen Charakter, vor allem in der Darstellung des Verhaltens seiner Hauptperson, die als ironisches Selbstporträt des Autors gesehen werden kann. Aber auch ernste Themen wie der Gegensatz zwischen Kapitalismus und Sozialismus, Sexualmoral und Religion werden in den Gesprächen zwischen Barbe, dem Studenten Ferdinand und dessen Freunden behandelt.

## Ausgaben
- Das blaue Bidet oder Das eigentliche Leben. S. Fischer Verlag, Frankfurt 1978, ISBN 3-10-005403-2.

- Das blaue Bidet oder Das eigentliche Leben. (= Mainzer Reihe. Neue Folge. Band 12). Herausgegeben von Alexandra Plettenberg-Serban und Wolfgang Mettmann. Wallstein Verlag, Göttingen 2013, ISBN 978-3-8353-1218-0.